# Dekanat Lędziny
Dekanat Lędziny – jeden z 37 dekanatów katolickich w archidiecezji katowickiej. 
W jego skład wchodzą następujące parafie:
- parafia Trójcy Przenajświętszej w Chełmie Śląskim
- parafia Wniebowzięcia NMP w Lędzinach
- parafia św. Apostołów Piotra i Pawła w Lędzinach
- parafia Chrystusa Króla w Lędzinach
- parafia św. Anny w Lędzinach
- parafia św. Klemensa w Lędzinach
- parafia Matki Bożej Różańcowej w Lędzinach
- parafia Matki Bożej Szkaplerznej w Imielinie

Dekanat został utworzony poprzez wydzielenie z dekanatu Bieruń.